# جامع فاروق
مسجد أرباب العقائد أو جامع فاروق هو المسجد الأعتق ونقطة البداية ل الخرطوم
- بلغ من العمر حوالى 400 عام
- وكان عبارة عن مجمع يضم مسجدًا وخلوة
- تخرج منه علماء أفذاذ كان لهم دورهم في الدعوة مثل الشيخ حمد ود أم مريوم مؤسس حلة حمد والشيخ خوجلي أبو الجاز مؤسس حلة خوجلي والشيخ فرح ود تكتوك والشيخ محمد ود ضيف الله صاحب «الطبقات» وغيرهم.[1]
- أعيد تشييده في عهد خورشيد باشا في العهد التركي إلى أن جاء الملك فاروق الذي شيد المبنى القائم الآن منذ «61 سنة»
- للمسجد أوقاف كثيرة مثل مجمعات الذهب والقدس وحراء وأبو جنزير والديزل «المنطقة الواقعة بين الذهب وأبوجنزير» وعمارة الأوقاف حول المسجد وله أيضًا أراضٍ كثيرة شيدت عليها قاعة الصداقة وحديقة الحيوان سابقًا التي شيد عليها الآن برج الفاتح
- وهو الوقف الأول من حيث الربح حوالى 4 مليارات سنويًا بحسب المستند بين أيدينا يصرف منه على العاملين بالمسجد والشعائر أقل من 10%.